# تویواوکا، هیوگو
تویواوکا در استان هیوگو در کشور ژاپن  واقع شده‌است  که دارای جمعیت ۸۷٬۵۵۵ نفر و مساحت ۶۹۷٫۶۶ کیلومتر مربع با تراکم جمعیت ۱۲۵  نفر در کیلومترمربع است و در تاریخ ۱ آوریل ۱۹۵۰ به عنوان شهر شناخته شد.